# Certyfikat rezydencji
Certyfikat rezydencji – zaświadczenie o miejscu zamieszkania lub siedzibie podatnika dla celów podatkowych, wydane przez właściwy organ administracji podatkowej państwa miejsca zamieszkania podatnika.

## Rezydencja podatkowa
Rezydencja podatkowa (inaczej nazywana domicylem podatkowym) – to wskazane na stałe w międzynarodowych regulacjach prawnych miejsce opłacania podatków, czyli pewnych zobowiązań finansowych wobec konkretnego państwa. Dzięki rezydencji podatkowej możliwe staje się wyszczególnienie osób podlegających opodatkowaniu na terenie danego państwa, a także wskazanie na indywidualny zakres wspomnianego zobowiązania. O tym, czy dana osoba fizyczna może być rezydentem podatkowym w konkretnym kraju, decyduje głównie fakt zaistnienia w tym miejscu pewnego centrum interesów życiowych jednostki, zarówno o charakterze osobistym, jak i zawodowym. Miejsce interesów gospodarczych staje się tożsame z miejscem uzyskiwania największej części dochodów przez daną osobę fizyczną.